# Акишевы
Акишевы (Окишевы) — древний дворянский род.

## История рода
Максим и Семён Фёдоровичи Окишевы в начале XVI столетия владели отцовской вотчиной в Белозёрском уезде.
Будай Акишев, тверской помещик (1540), служил по Тверскому владыке. Стряпчий конюх Афанасий Маркович Акишев владел поместьем во Владимирском уезде (1637). Грязной Акишев был дьяком Судного приказа (1640—1648). Фёдор Акишев состоял подьячим при после в Голландии (1667) и послан гонцом в Англию.
Трое представителей рода владели населёнными имениями (1699).